# Estación de Tunes
La Estación Ferroviária de Tunes, también conocida como Estación de Tunes, es una plataforma ferroviaria de la Línea del Algarve, que sirve a la localidad de Tunes, en el ayuntamiento de Silves, parte del Distrito de Faro, en Portugal.

## Características

### Vías y plataformas
En 2005, esta plataforma tenía la clasificación C de la Red Ferroviaria Nacional. Esta estación era servida, en ese año, por cinco vías de circulación y se encontraba habilitada para la realización de maniobras de material circulante. En 2007, las extensiones de las vías, eran de 242, 272, 375, 393 y 180 metros, teniendo las cuatro plataformas de la estación 306, 300, 300 y 90 metros de longitud. En 2011, las líneas ya habían sido alteradas, pasando a presentar 278, 292, 369, 401 y 181 metros de longitud; las plataformas tenían de trescientos a noventa metros de extensión, y sesenta y cinco a treinta centímetros de altura.
La información a los pasajeros, en 2005, era realizada en la propia estación, pero, en 2007, ya era realizada desde Faro. Esta estación poseía, en ese año, una Subestación de Tracción, utilizada para aportar energía eléctrica al material circulante.

### Localización y accesos
Esta plataforma se encuentra junto al Largo 1.º de diciembre, en la localidad de Tunes.

## Historia

### Planificación, construcción e inauguración de la Línea del Sur hasta Faro

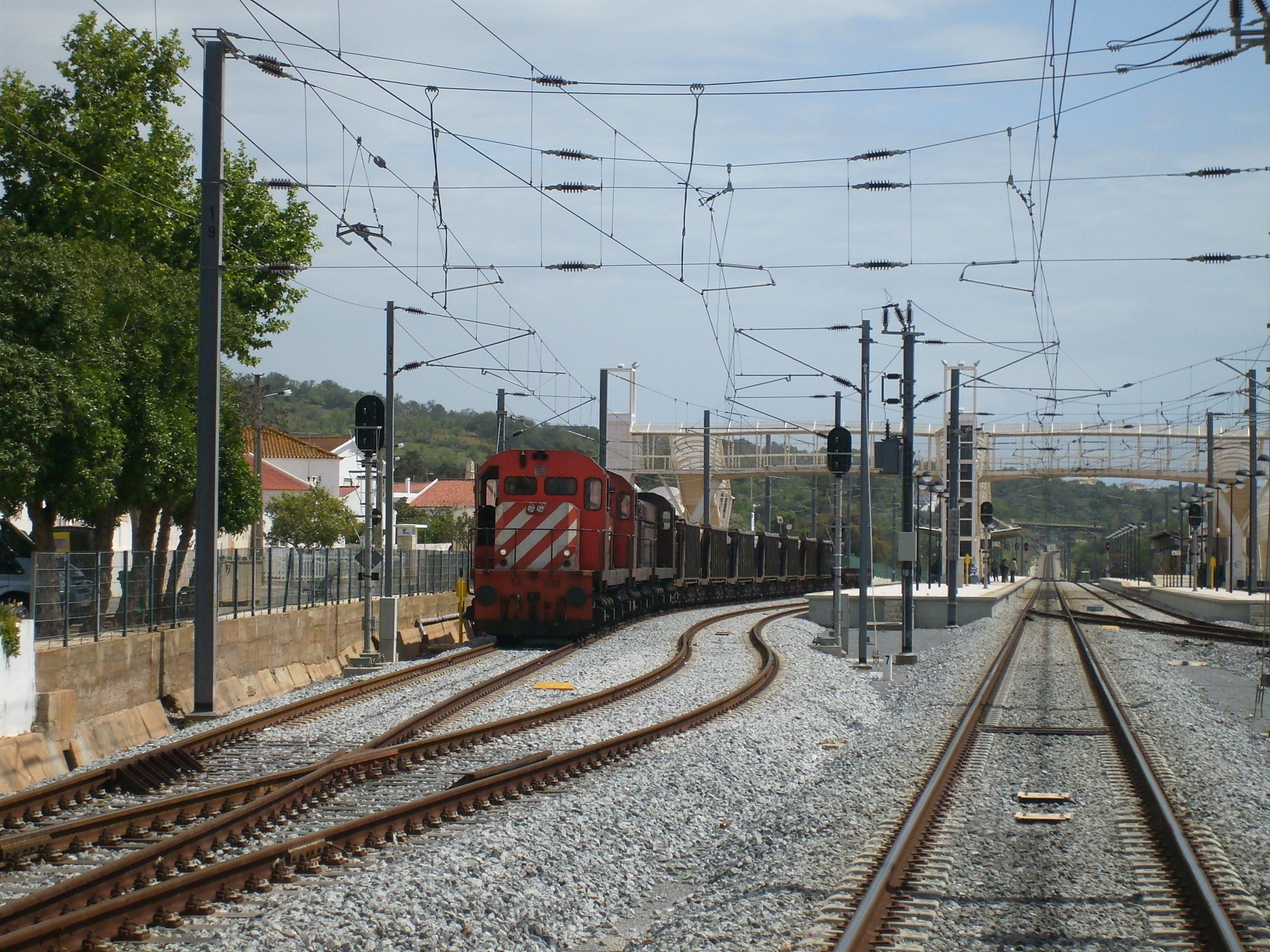
Vista general de la estación, en 2008.

Desde 1858 se comenzó a debatir la continuación de la Línea del Sur, que en aquel momento concluía en Beja, hasta Faro. Sin embargo, no es hasta el 21 de abril de 1864, cuando se firma un contrato entre el gobierno y la Compañía de los Ferrocarriles de Sur y Sudeste, para la construcción de la conexión ferroviaria entre Beja y el Algarve. El 25 de enero de 1866, una ley estableció que la línea debería estar concluida el 1 de enero de 1869, y terminar en Faro.
A 1 de julio de 1875, es publicada una ordenanza encargando a Nuno Augusto de Brito Taborda, director del ferrocarril del Sudeste, la creación de un proyecto definitivo para el ferrocarril del Algarve; ese mismo día, es publicado un decreto que ordena al estado la construcción de este ferrocarril. El gobierno abre concurso para la construcción de este ferrocarril el 26 de enero de año siguiente.
A finales de 1876, la vía entre Faro y São Bartolomeu de Messines se encontraba totalmente asentada, faltando tan sólo la conclusión de la vía entre esta estación y Casével. El 1 de julio de 1889, fue abierto a la explotación el tramo entre Faro y Amoreiras.

### sigloXX
En septiembre de 1926, el Ministerio del Comercio publicó una ordenanza, indicando la compra de un terreno anexo a la estación, con el fin de construir casas para los funcionarios de la Compañía de los Ferrocarriles de Sur y Sudeste. En diciembre del mismo año, el gobierno autorizó a la Compañía a adquirir otro terreno, para expandir la estación y construir viviendas para el personal.
La Junta de Parroquias de Tunes introdujo, en su escudo, una locomotora, para simbolizar la estación.

## sigloXXI
En 2003, la Red Ferroviaria Nacional instaló, en esta plataforma, la Estación de Concentración de Señalización de Tunes.

Entre los días 27 y 30 de mayo de 2006, la Junta de Parroquias de Tunes acogió una exposición sobre los ferrocarriles, habiéndose expuesto una maqueta de la estación de Tunes, en la época entre los años 60 y 70.
En mayo de 2009, un joven de 26 años fue detenido por la Guardia Nacional Republicana en esta estación, debido a la posesión de 2300 dosis individuales de heroína y 220 de cocaína.